# スージー鈴木
スージー鈴木（スージーすずき、Suzie Suzuki、1966年11月26日 - ）は、日本の音楽評論家、小説家、野球評論家（野球音楽評論家・野球文化評論家）、ラジオパーソナリティ、大学講師。
本名：鈴木 朗（すずき あきら）。大阪府東大阪市出身。

## 略歴
大阪府立清水谷高等学校卒業後、早稲田大学政治経済学部に進学。1988年、大学生時代にFM東京『東京ラジカルミステリーナイト』の「AUプロジェクト」に参加し、「スージー鈴木」の名でラジオデビューした。同大学卒業後、1990年博報堂入社。自動車・飲料・通信・トイレタリーなどのマーケティング分野で働き、2013年ACC CM FESTIVAL マーケティングエフェクティブネス部門グランプリ（ダイハツ・ムーヴ）を受賞した。第二プラニング局局長、第一プラニング局局長などを歴任。また、早稲田大学や大阪芸術大学で非常勤講師を務める。
サラリーマンとして働きながら、1995年から1999年にかけてFMヨコハマ土曜日『トワイライトナビゲーション』にレギュラー出演した。1998年11月創刊の『野球小僧』で野球音楽評論家としてデビュー。2001年から雑誌『週刊ベースボール』の「CULTURAL REVIEW about BASEBALL」コーナーにて隔週で野球音楽に関するコラムを連載。2007年以降、同誌における肩書きは「野球文化評論家」となっており、音楽以外のコラムを執筆する場合もある。2010年代より音楽評論家として本格的に活動開始。2014年の『【F】を3本の弦で弾くギター超カンタン奏法』（彩流社）を皮切りに、音楽関係の複数の著書を刊行。2017年からBS12の音楽番組『ザ・カセットテープ・ミュージック』に出演。さらに2020年からBAY-FM『9の音粋』（月曜日）にレギュラー出演。同年、自伝的小説『恋するラジオ』で小説家デビュー。2021年に同社を退職、以降フリーランスとして活動している。

## 人物
- 沢田研二の大ファンで、人生の師として敬愛している[7]。
- プロ野球球団の千葉ロッテマリーンズの熱心なファン[1]。好きなプロ野球選手は秋山翔吾[1]。

## 出演番組

### 現在の番組
- テレビ
  - ザ・カセットテープ・ミュージック（2017年10月6日 - 、BS12 トゥエルビ）
- ラジオ
  - 9の音粋（2020年 - 、ベイエフエム）※月曜パーソナリティ[8]

### 過去の番組
- テレビ
  - 伊集院光の野球バン!（2004年、スカイパーフェクTV!）
  - プロ野球ニュース（2009年3月15日、フジテレビ739）
  - プロ野球ここだけの話 ＃2（2009年11月30日、フジテレビONE）
  - 情報プレゼンター とくダネ!（2011年8月10日、フジテレビ）
  - ゴロウ・デラックス（2012年10月25日、TBS）
  - BOOKSTAND.TV（2017年4月28日、BS12 トゥエルビ）
  - 球辞苑　応援歌スペシャル（NHK BS1）
  - シン・にっぽん聴こう!（NHK教育）
  - ひるおび（TBS）

- ラジオ
  - 東京ラジカルミステリーナイト（1988年 - 1989年、FM東京）
  - トワイライトナビゲーション（1995年 - 1999年、FMヨコハマ）
  - SCHOOL NINE（2009年12月29日、JFN系列） - 「M-1評論家」として
  - セットアップ（2011年6月21日、文化放送）
  - スージー鈴木の月刊歌謡パンチ!（2014年5月 - 7月、ラジオNIKKEI2）
  - 大谷ノブ彦 キキマス!（2016年3月、ニッポン放送）
  - くにまるジャパン（2016年4月、文化放送）
  - 能町みね子 TOO MUCH LOVER（2016年4月、ニッポン放送）
  - ダイノジの深夜の回転体（2016年6月12日、ニッポン放送）
  - 金曜ブラボー。（2018年3月2日、ニッポン放送）
  - ミッドナイト・ダイバーシティー〜正気のSaturday Night（2018年6月30日 - 、JFN系列）
  - 中山優馬 RADIO CATCH（2018年11月、JFN系列）
  - くにまるジャパン 極（2018年11月19日 - 、文化放送）
  - 八木亜希子 LOVE&MELODY（ニッポン放送）
  - KEIYOGINKO GRAND COUNTDOWN REAL（ベイエフエム）
  - 松本隆 風街ラヂオ（2025年5月11日、TBSラジオ）

## 著書

### 評論・解説
- 【F】を3本の弦で弾くギター超カンタン奏法〜シンプルなコードフォームから始めるスージーメソッド（2014年3月、彩流社）ISBN 978-4779119743
- 1979年の歌謡曲 （2015年11月彩流社、〈フィギュール彩〉）ISBN 978-4779170386
- 1984年の歌謡曲（2017年2月、イースト・プレス〈イースト新書〉）ISBN 978-4781650807
- サザンオールスターズ1978-1985（2017年7月、新潮社〈新潮新書〉）ISBN 978-4106107245
- カセットテープ少年時代 80年代歌謡曲解放区（2018年6月、〈KADOKAWA〉）※マキタスポーツ共著 ISBN 978-4048962605
- イントロの法則80's〜沢田研二から大滝詠一まで（2018年10月、文藝春秋）ISBN 978-4163909097
- いとしのベースボール・ミュージック 野球×音楽の素晴らしき世界（2019年2月、リットーミュージック）ISBN 978-4845633494
- チェッカーズの音楽とその時代 1983→1992（2019年3月、ブックマン社）ISBN 978-4893089151
- 80年代音楽解体新書（2019年8月、彩流社）ISBN 978-4779171048
- ザ・カセットテープ・ミュージックの本〜つい誰かにしゃべりたくなる80年代名曲のコードとかメロディの話（2020年10月、リットーミュージック）ISBN 978-4845635467
- 平成Jポップと令和歌謡（2021年10月、彩流社）ISBN 978-4779127793
- EPICソニーとその時代（2021年10月、集英社新書）ISBN 978-4087211894
- 桑田佳祐論（2022年6月17日、新潮新書） ISBN 978-4106109546
- 幸福な退職　「その日」に向けた気持ちいい仕事術（2023年5月17日、新潮新書）ISBN 978-4106109959
- 中森明菜の音楽 1982-1991（2023年12月12日、辰巳出版）ISBN 978-4777829897
- 〈きゅんメロ〉の法則 日本人が好きすぎる、あのコード進行に乗せて（2024年2月13日、リットーミュージック）ISBN 978-4845639984
- サブカルサラリーマンになろう〜人生をよくばる108の方法（2024年3月29日、東京ニュース通信社）ISBN 978-4065352922
- 大人のブルーハーツ（2024年11月23日、廣済堂出版）ISBN 978-4331524190

### 小説
- 完全仮想フィクション M-1 東西頂上決戦 東京漫才は大阪に勝てるか!?（雑誌『広告』2008年6月号）
- 恋するラジオ Turn on the radio（2020年8月、ブックマン社）ISBN 978-4893089328（「水道橋博士のメルマ旬報」連載）
- 弱い者らが夕暮れて、さらに弱い者たたきよる〜OSAKA MOTHER'S SON 1980〜（2024年2月、ブックマン社）ISBN 978-4893089694

## 連載

### 新聞
- オジサンに贈るヒット曲講座（2016年 - 、東京スポーツ）
- エンタ目（2022年 - 、中日新聞）

### 雑誌・ムック
- 野球小僧（1998年創刊 - 1999年、白夜書房）
- 週刊ベースボール（2001年 - 、ベースボール・マガジン社）
- 「コメ旬vol.1」「コメ旬vol.3」（2011年 - 2013年、キネマ旬報社）
- Sports Graphic Number「ロックンロールとしてのベースボール」（2021年 - 2022年、文芸春秋社）

### Web
- 「EPICソニー名曲列伝」「みんなのブルーハーツ」ほか[9]（Re:minder）
- スージー鈴木の放送だけじゃしゃべりたりない！ボーナス・トラック[10]（「ザ・カセットテープ・ミュージック」公式サイト内コラム）
- スージー鈴木の月間エンタメ大賞[11]（東洋経済オンライン）
- 「読む桑田佳祐」「1984年の歌謡曲」ほか（水道橋博士のメルマ旬報）
- 「ちょうど30年前の歌謡曲」「トレンディドラマ結末史」ほか（FRIDAYデジタル）
- ベストヒット23区（アーバンライフメトロ）
- コラム[12]（歌謡ポップスチャンネル）
- スージー鈴木のロックンロール・サラリーマンのススメ[13]（彩マガ）
- スージー鈴木 きゅんメロの法則[14]（Vocal Magazine Web）
- スージー鈴木の球岩石[15]（ヤマハmysoundマガジン）
- スージー鈴木の日本の民意[16]（Sirabee）
- シャウト・トゥ・ザ・ポップ[17]（Yahoo!ニュース）

## 音楽

### シンガーソングライターとして
Coopers town label（インディーズ）の『take me out to the ballgame』で以下の4曲を披露した。
- supersonic speedstar〜高橋慶彦にささぐ
- おっかけ旅情
- Here comes the Searex
- 大阪メモワール

サイト『野球浴 野球音楽の殿堂』で野球関係の楽曲を発表している。
- ダルビッシュ・ブルース
- どっちやねん？
- 野球の国
- ミ・ナ・ミ・ム・レ
- バルデスなんデス
- 東大阪で生まれた男
- たどりついたらいつも空振り
- いちご球場よ永遠に〜"Strawberry Field" Forever
- サブローの一番長い日（instrumental）
- 桜
- ローズとシーツとウッズが正津の絵を描いた
- Toyota CROWN
- Batting Class Hero 〜野球階級の英雄
- Destrade（デストラーデ）
- ファンキーミンチーベニー
- おねがいタイムマシン!
- 放蕩息子
- 2011年の桜

### 監修
野球小僧 なつかしの野球ソングコレクション
1999年7月、バップより発売されたアルバムCD。高島幹雄プロデュースのコンピレーション・アルバムシリーズのひとつであり、雑誌「野球小僧」とのタイアップアルバム（ロゴも同誌の題字が使われた）。文字通り「野球小僧」をはじめ、1970年代に発表された日本のプロ野球チームの応援歌などの野球ソングを収録。ブックレットには、音楽ライター鈴木啓之の楽曲解説とスージーの随筆も記載されている。
筒美京平マイ・コレクション スージー鈴木
2021年発売、レコード会社4社と日音による筒美京平作曲音楽のコンピレーションアルバム企画。スージーはユニバーサル盤のセレクションを担当した。

## プロデュース
- G.D グリーンバーグ著 『日本は、』（2012年、彩流社）ISBN 978-4779117848